# Elecciones vicepresidenciales de Ecuador de 1981
Las elecciones vicepresidenciales de Ecuador de 1981 fueron llevadas a cabo el 2 de junio de 1981 por el Congreso Nacional después de la asunción del vicepresidente Osvaldo Hurtado luego de la muerte de Jaime Roldós Aguilera.

## Candidatos y resultados
Los candidatos fueron presentados por las bancadas parlamentarias, siendo León Roldós, hermano de Jaime Roldós, propuesto por el bloque de independientes roldosistas, apoyado por el representante del velasquismo, mientras que Rodolfo Baquerizo Nazur fue propuesto por la bancada del CFP, resultando electo Roldós por solo un voto de diferencia, más los votos en blanco de la Izquierda Democrática e independientes oficialistas.
| Lista           | Partido         | Partido                            | Vicepresidente          | Cargos previos                                 | Votos |
| --------------- | --------------- | ---------------------------------- | ----------------------- | ---------------------------------------------- | ----- |
| 3               |                 | Partido Demócrata                  | León Roldós Aguilera    | Presidente de la Junta Monetaria (1979 - 1981) | 21    |
| 4               |                 | Concentración de Fuerzas Populares | Rodolfo Baquerizo Nazur | Diputado por Guayas (1979 - 1984)              | 20    |
| Votos en Blanco | Votos en Blanco | Votos en Blanco                    | Votos en Blanco         | Votos en Blanco                                | 26    |